# Giải bóng đá vô địch quốc gia Thái Lan 2015
Giải bóng đá vô địch quốc gia Thái Lan 2015 hay còn gọi là Thai Premier League 2015 gồm 18 câu lạc bộ tham gia trong thời gian từ ngày 14 tháng 2 đến ngày 13 tháng 12 năm 2015. Buriram United là đội đương kim vô địch, các đội mới thăng hạng là: Nakhon Ratchasima, Saraburi và Hải quân Hoàng gia.

## Các đội bóng
Có tổng số 18 câu lạc bộ tham gia, trong đó có 15 câu lạc bộ đã tham gia Thai Premier League 2014 và 3 câu lạc bộ thăng hạng từ Thai Division 1 League 2014.

### Đội bóng và địa bàn
Ghi chú: bảng liệt kê theo thứ tự chứ cái latin.
| Đội bóng             | Tỉnh              | Sân vận động                            | Sức chứa | TK     |
| -------------------- | ----------------- | --------------------------------------- | -------- | ------ |
| Army United          | Băng Cốc          | Sân vận động Thể thao Quân đội Thái Lan | 20,000   | [ 2 ]  |
| Bangkok Glass        | Pathumthani       | Sân vận động Leo                        | 13.000   | [ 3 ]  |
| Bangkok United       | Băng Cốc          | Sân vận động Thái-Nhật                  | 10.320   | [ 4 ]  |
| BEC Tero Sasana      | Băng Cốc          | Sân vận động kỷ niệm 72 năm             | 10.000   | [ 5 ]  |
| Buriram United       | Buriram           | Sân vận động New I-Mobile               | 32.600   | [ 6 ]  |
| Chainat Hornbill     | Chainat           | Sân vận động Khao Plong                 | 12.000   | [ 7 ]  |
| Chiangrai United     | Chiangrai         | Sân vận động thống nhất của Chiangrai   | 15.000   | [ 8 ]  |
| Chonburi             | Chonburi          | Sân vận động Chonburi                   | 8.500    | [ 9 ]  |
| Muangthong United    | Nonthaburi        | Sân vận động SCG                        | 17.500   | [ 10 ] |
| Nakhon Ratchasima    | Nakhon Ratchasima | Sân vận động sinh nhật lần thứ 80       | 28.000   | [ 11 ] |
| Navy                 | Chonburi          | Sân vận động Hải quân Sattahip          | 12.500   | [ 12 ] |
| Osotspa Samut Prakan | Samut Prakan      | Sân vận động M Power                    | 4.100    | [ 13 ] |
| Port                 | Băng Cốc          | Sân vận động PAT                        | 12.308   | [ 14 ] |
| Ratchaburi           | Ratchaburi        | Sân vận động tỉnh Ratchaburi            | 10.000   | [ 15 ] |
| Saraburi             | Saraburi          | Sân vận động Saraburi PAO               | 6.000    | [ 16 ] |
| Sisaket              | Sisaket           | Sân vận động Sri Nakhon Lamduan         | 10.000   | [ 17 ] |
| Suphanburi           | Suphanburi        | Sân vận động đô thị Suphanburi          | 25.000   | [ 18 ] |
| TOT                  | Băng Cốc          | Sân vận động TOT Chaeng Watthana        | 5.000    | [ 19 ] |

### Sân vận động
| Army United                             | Bangkok Glass                | Bangkok United         | BEC Tero Sasana                   | Buriram United                     | Chainat Hornbill                 |
| --------------------------------------- | ---------------------------- | ---------------------- | --------------------------------- | ---------------------------------- | -------------------------------- |
| Sân vận động Thể thao Quân đội Thái Lan | Sân vận động Leo             | Sân vận động Thái-Nhật | Sân vận động kỷ niệm 72 năm       | Sân vận động New I-Mobile          | Sân vận động Chainat             |
| Sức chứa: 20.000                        | Sức chứa: 13.000             | Sức chứa: 10.320       | Sức chứa: 10.000                  | Sức chứa: 32.600                   | Sức chứa: 12.000                 |
|                                         |                              |                        |                                   | Tập tin:Thunder Castle Stadium.jpg |                                  |
| Chiangrai United                        | Chonburi                     | Muangthong United      | Nakhon Ratchasima                 | Navy                               | Osotspa Samut Prakan             |
| Sân vận động United                     | Sân vận động Chonburi        | Sân vận động SCG       | Sân vận động sinh nhật lần thứ 80 | Sân vận động Hải quân Sattahip     | Sân vận động M Power             |
| Sức chứa: 15.000                        | Sức chứa: 8.680              | Sức chứa: 15.000       | Sức chứa: 28.141                  | Sức chứa: 12.500                   | Sức chứa: 4.100                  |
|                                         |                              |                        |                                   |                                    |                                  |
| Port F.C.                               | Ratchaburi                   | Saraburi               | Sisaket                           | Suphanburi                         | TOT                              |
| Sân vận động PAT                        | Sân vận động tỉnh Ratchaburi | Sân vận động Saraburi  | Sân vận động Sri Nakhon Lamduan   | Sân vận động đô thị Suphanburi     | Sân vận động TOT Chaeng Watthana |
| Sức chứa: 12.308                        | Sức chứa: 10.000             | Sức chứa: 6.000        | Sức chứa: 10.000                  | Sức chứa: 18.000                   | Sức chứa: 5.000                  |
|                                         |                              |                        |                                   |                                    |                                  |